# Linia kolejowa 129 Murony – Békés
Linia kolejowa Murony – Békés – linia kolejowa na Węgrzech. Jest to linia jednotorowa, w całości niezelektryfikowana. Łączy Murony z Békés. 

## Historia
Linia została 17 listopada 1883.